# David Gillick
David Gillick (né le 9 juillet 1983 à Dublin) est un athlète irlandais spécialiste du 400 mètres. 

## Carrière
Il termine 9e du relais 4 × 400 m des Championnats d'Europe d'athlétisme 2006, et remporte la médaille d'or du 400 m lors des Championnats d'Europe d'athlétisme en salle 2005 à Madrid. 
Il conserve son titre continental « indoor » deux ans plus tard à l'occasion des Championnats d'Europe en salle de Birmingham.

## Records
- 400 m : 44 s 77 (2009), record national
- 400 m en salle : 45 s 52 (2007 et 2010), record national

## Palmarès
| Année | Compétition                    | Lieu          | Place | Épreuve   |
| ----- | ------------------------------ | ------------- | ----- | --------- |
| 2004  | Championnats du monde en salle | Budapest      | 3e    | 4 × 400 m |
| 2005  | Championnats d'Europe en salle | Madrid        | 1er   | 400 m     |
| 2007  | Championnats d'Europe en salle | Birmingham    | 1er   | 400 m     |
| 2009  | Championnats du monde          | Berlin        | 6e    | 400 m     |
| 2009  | Finale mondiale                | Thessalonique | 6e    | 400 m     |
| 2010  | Championnats du monde en salle | Doha          | 5e    | 400 m     |
| 2010  | Championnat d'Europe           | Barcelone     | 5e    | 400 m     |